# Haematopota tuberculata
Haematopota tuberculata är en tvåvingeart som beskrevs av de Meijere 1911. Haematopota tuberculata ingår i släktet Haematopota och familjen bromsar. Inga underarter finns listade i Catalogue of Life.